# Tanyuromys
Tanyuromys – rodzaj ssaków z podrodziny bawełniaków (Sigmodontinae) w obrębie rodziny chomikowatych (Cricetidae).

## Rozmieszczenie geograficzne
Rodzaj obejmuje gatunki występujące w Kostaryce, Panamie i Ekwadorze oraz prawdopodobnie Kolumbii.

## Morfologia
Długość ciała (bez ogona) 116–152 mm, długość ogona 176–235 mm, długość ucha około 17 mm, długość tylnej stopy 35–40 mm; masa ciała około 63 g.

## Systematyka
Rodzaj zdefiniował w 2012 roku brazylijsko-amerykański zespół teriologów (Amerykanie Ronald H. Pine i Robert M. Timm oraz Brazylijczyk Marcelo Weksler) w artykule poświęconym nowo rozpoznanemu kladowi transandyjskich gryzoni z plemienia Oryzomyini, wraz z opisem nowego rodzaju, opublikowanym w czasopiśmie Journal of Mammalogy. Gatunkiem typowym jest (oryginalne oznaczenie) ryżoszczur długoogony (T. aphrastus). 

### Etymologia
Tanyuromys: gr. τανυ- tanu- ‘długo-’, od τεινω teinō ‘rozciągać’; ουρα oura ‘ogon’; μυς mus, μυος muos ‘mysz’.

### Podział systematyczny
Takson wyodrębniony z Sigmodontomys. Do rodzaju należą następujące gatunki:
| Grafika | Gatunek               | Autor i rok opisu         | Nazwa zwyczajowa        | Podgatunki         | Rozmieszczenie geograficzne                                                                                | Podstawowe wymiary                             | Status IUCN |
| ------- | --------------------- | ------------------------- | ----------------------- | ------------------ | --- | ---------------------------------------------- | ----------- |
|         | Tanyuromys aphrastus  | (Harris, 1932)            | ryżoszczur długoogonowy | gatunek monotypowy | południowo-wschodnia Kostaryka i zachodnia Panama; być może Kolumbia; zakres wysokości: 1200–2500 m n.p.m. | DC: 11,6–15,2 cm DO: 17,6–23 cm MC: około 63 g | DD          |
|         | Tanyuromys thomasleei | Timm, Pine & Hanson, 2019 |                         | gatunek monotypowy | endemit Ekwadoru (prowincje Carchi, Imbabura, Pichincha, Azuay); prawdopodobnie Kolumbia                   | DC: 13,9–14,2 cm DO: 20–21 cm MC: brak danych  | NE          |

Kategorie IUCN:  DD  – gatunki o nieokreślonym stopniu zagrożenia;  NE  – gatunki niepoddane jeszcze ocenie.